# Far Cry
Far Cry — франшиза, под которой выпускается серия компьютерных игр в жанре шутера от первого лица и action-adventure. Первая игра в серии, разработанная немецкой студией Crytek, демонстрировала возможности инновационного на тот момент движка CryEngine; последующие игры серии, созданные канадской студией Ubisoft Montreal и другими дочерними студиями компании Ubisoft, предлагают игроку обширные открытые миры, в которых игрок может самостоятельно искать себе интересные места и занятия. На 2021 год в серии выпущено шесть основных игр, а также ряд спин-оффов и дополненных версий.
В большинстве своём игры серии Far Cry не объединены каким-либо общим сюжетом или персонажами и связаны скорее тематически — зачастую игровой персонаж оказывается в дикой местности вдали от цивилизации и должен сражаться за свою жизнь как с дикими животными, так и вооружёнными врагами-людьми; сюжеты игр часто включают в себя противостояние героев с тем или иным антагонистом — полевым командиром или диктатором, захватившим власть в регионе. Хотя основным режимом для игр является однопользовательский, ряд игр также предусматривает возможность кооперативной игры и многопользовательских соревновательных матчей. Многие игры серии получили высокие оценки обозревателей и приобрели коммерческий успех. В 2024 году Ubisoft сообщила, что за 20 лет в серию сыграло более 90 миллионов человек. В 2025 году издатель объявил о реструктуризации и в партнёрстве с Tencent создал новую дочернюю компанию, которая будет заниматься развитием франшизы, в руководство вошли Кристоф Деренн, основатель Ubisoft Montreal, и Чарли Гиймо, сын главы корпорации.

## Игровой процесс
Основные игры серии представляют собой шутеры от первого лица с элементами action-adventure. Их действие разворачивается в открытых мирах — обширных пространствах, по которым можно путешествовать как пешком, так и на разных видах транспорта, и самостоятельно искать себе интересные места и занятия; в таком мире могут присутствовать как основные сюжетные задания, так и разного рода побочные активности. Игры серии не связаны ни общим сюжетом, ни персонажами, ни местом или временем действия; нарративный директор Ubisoft Montreal Жан-Себастьен Декан описывал общую тему серии так: «Far Cry отправляет вас на край света, беззаконный фронтир, [где] ценности и законы сегодняшнего дня не работают… Конечно же, там будут и другие люди, но также и дикие дебри, в которых надо выжить». Зачастую в этой местности правит один или несколько антагонистов — полевых командиров или диктаторов, удерживающих власть силой; в борьбе с ними герой может присоединиться к движению сопротивления. События игр серии происходит в разных регионах Земли: на тропических островах в Тихом океане, в Африке, в Гималаях, на севере США и так далее; в дополнении Lost on Mars к Far Cry 5 действие происходит на Марсе.
Во всех играх серии герой может использовать различные виды оружия: ножи, пистолеты, пистолеты-пулемёты, дробовики, штурмовые винтовки, огнемёты, луки, автоматы, гранатомёты и так далее. В некоторых играх серии появляются вымышленные виды вооружения. Кроме холодного и огнестрельного оружия, в играх серии можно использовать метательное оружие, в том числе гранаты и коктейли Молотова. Кроме использования оружия, в некоторых играх серии на противника можно натравить диких животных. В последних играх серии оружие может быть модифицировано функционально и косметически.
В играх серии герой может нападать и отвоёвывать аванпосты — укрепления противника, захваченные им за некоторое время до начала событий игры у организации, которую на момент событий игры представляет протагонист.
Почти все части предполагают использование транспортных средств, представленных автомобилями, лодками, гидроциклами, дельтапланами, вертолётами и лёгкомоторными самолётами. В последних играх серии герой может использовать парашют и вингсьют. В Far Cry 4 и Far Cry Primal игрок может использовать диких животных в качестве транспортных средств.
Все игры серии предполагают скрытный и громкий варианты прохождения. Скрытный вариант предполагает незаметное устранение противников, перетаскивание устранённых врагов, а также использование укрытий. Громкий вариант предполагает использование любого оружия, недоступного при скрытном прохождении, а также любые действия после обнаружения противником.
Почти все части франшизы имеют многопользовательский или кооперативный режим. Кооперативный режим может быть как отдельным игровым режимом (Far Cry 3), так и встроенным в основную сюжетную кампанию (Far Cry 4 и Far Cry 5). Большинство игр серии также имеет отдельный редактор уровней. Например, в Far Cry 5 редактор, получивший название Far Cry Arcade, позволяет создавать собственные одиночные, кооперативные и многопользовательские карты с использованием объектов из самой Far Cry 5, а также из других игр компании Ubisoft — на момент выпуска игры в данном редакторе будут доступны объекты из Assasin’s Creed IV: Black Flag и Watch Dogs.

## Игры серии
| 2004 | Far Cry                      |
| 2005 | Far Cry Instincts            |
| 2006 | Far Cry Instincts: Evolution |
| 2006 | Far Cry Instincts: Predator  |
| 2006 | Far Cry Vengeance            |
| 2007 | Paradise Lost                |
| 2008 | Far Cry 2                    |
| 2009 |                              |
| 2010 |                              |
| 2011 |                              |
| 2012 | Far Cry 3                    |
| 2013 | Far Cry 3: Blood Dragon      |
| 2014 | Far Cry 4                    |
| 2015 |                              |
| 2016 | Far Cry Primal               |
| 2017 |                              |
| 2018 | Far Cry 5                    |
| 2019 | Far Cry New Dawn             |
| 2020 |                              |
| 2021 | Far Cry 6                    |

| Год            | Название                     | Платформы               | Платформы                                               | Платформы        | Разработчик      |
| Год            | Название                     | Персональные компьютеры | Игровые консоли                                         | Другое           | Разработчик      |
| Основная серия | Основная серия               | Основная серия          | Основная серия                                          | Основная серия   | Разработчик      |
| -------------- | ---------------------------- | ----------------------- | ------------------------------------------------------- | ---------------- | ---------------- |
| 2004           | Far Cry                      | Windows                 | PlayStation 3, Xbox 360                                 | —                | Crytek           |
| 2008           | Far Cry 2                    | Windows                 | PlayStation 3, Xbox 360                                 | —                | Ubisoft Montreal |
| 2012           | Far Cry 3                    | Windows                 | PlayStation 3, PlayStation 4, Xbox 360, Xbox One        | —                | Ubisoft Montreal |
| 2014           | Far Cry 4                    | Windows                 | PlayStation 3, PlayStation 4, Xbox 360, Xbox One        | —                | Ubisoft Montreal |
| 2018           | Far Cry 5                    | Windows                 | PlayStation 4, Xbox One                                 | —                | Ubisoft Montreal |
| 2021           | Far Cry 6                    | Windows                 | PlayStation 4, PlayStation 5, Xbox One, Xbox Series X/S | —                | Ubisoft Toronto  |
| Ответвления    | Ответвления                  | Ответвления             | Ответвления                                             | Ответвления      | Разработчик      |
| 2005           | Far Cry Instincts            | —                       | Xbox                                                    | —                | Ubisoft Montreal |
| 2006           | Far Cry Instincts: Evolution | —                       | Xbox                                                    | —                | Ubisoft Montreal |
| 2006           | Far Cry Instincts: Predator  | —                       | Xbox 360                                                | —                | Ubisoft Montreal |
| 2006           | Far Cry Vengeance            | —                       | Wii                                                     | —                | Ubisoft Montreal |
| 2007           | Paradise Lost                | —                       | —                                                       | Аркадный автомат | Global VR        |
| 2013           | Far Cry 3: Blood Dragon      | Windows                 | PlayStation 3, PlayStation 4, Xbox 360, Xbox One        | —                | Ubisoft Montreal |
| 2016           | Far Cry Primal               | Windows                 | PlayStation 4, Xbox One                                 | —                | Ubisoft Montreal |
| 2019           | Far Cry New Dawn             | Windows                 | PlayStation 4, Xbox One                                 |                  | Ubisoft Montreal |

### Far Cry(2004)
Основная статья: Far Cry
Far Cry — компьютерная игра в жанре шутера от первого лица. События игры происходят на острове в южной части Тихого океана и повествуют историю Джека Карвера, бывшего спецназовца. Игра была разработана компанией Crytek и издана Ubisoft в 2004 году.

### Far Cry Instincts(2005)
Основная статья: Far Cry Instincts
Far Cry Instincts — игра, разработанная и изданная Ubisoft для консоли Xbox. Также она была запланирована для Nintendo GameCube и PlayStation 2, но была отменена. Имеются существенные изменения по сравнению с PC-версией Far Cry. Поскольку Instincts разрабатывалась, по большей части, для консолей — карты менее открыты, поскольку консоли были неспособны к рендерингу обширных островов ПК-версии. Это было восполнено включением дополнительных мультиплеерных режимов через сервис Xbox Live, наряду с новыми возможностями (дикие способности) и режимом создания карт, который позволяет пользователям создавать свои собственные карты для мультиплеера.

### Far Cry Instincts Evolution(2006)
Основная статья: Far Cry Instincts Evolution
Far Cry Instincts: Evolution — продолжение Instincts, было выпущено для Xbox 27 марта 2006 года. Evolution включает в себя новую одиночную кампанию, хотя и значительно укороченную, чем кампания, которая была в Far Cry Instincts. Сюжетная линия посвящена работе Джека Карвера на женщину по имени Кейд, что приводит к тому, что на него охотятся местные органы власти из-за заговора во время неудачной сделки по продаже оружия.

### Far Cry Instincts: Predator(2006)
Основная статья: Far Cry Instincts: Predator
Far Cry Instincts: Predator, тайтл Xbox 360, вышел в тот же день, что и Evolution. Он включает в себя графически расширенные версии Far Cry Instincts и Evolution.

### Far Cry Vengeance(2006)
Основная статья: Far Cry Vengeance
Far Cry Vengeance — видеоигра, разработанная и изданная Ubisoft для консоли Wii. Игра была выпущена 12 декабря 2006 года. Far Cry: Vengeance похожа на Far Cry Instincts: Evolution тем, что Vengeance в значительной степени содержит тот же сюжет, что и Evolution, а также включает в себя три новых уровня, новые виды оружия и транспортных средств и другое управление.

### Far Cry Paradise Lost(2007)
Основная статья: Far Cry Paradise Lost
Paradise Lost — аркадная версия Far Cry Instincts, выпущенная в 2007 году компанией Global VR.

### Far Cry 2(2008)
Основная статья: Far Cry 2
Вторая основная игра в серии. Игроки выбирают своего персонажа из числа девяти различных наёмников.
Сюжет крутится вокруг главного антагониста, Шакала, который обернул две вымышленные группировки в Африке друг против друга. Игра была выпущена 21 октября 2008 года в Северной Америке и 24 октября 2008 года в Европе.

### Far Cry 3(2012)
Основная статья: Far Cry 3
Джейсон Броди, молодой человек, попадает в плен с друзьями после скайдайвинга, но ему удаётся уйти от смерти, хотя его брат погиб во время побега, а о других ничего не известно. Деннис Роджерс помогает Броди открыть скрытые силы для борьбы против пиратов.

### Far Cry 3: Blood Dragon(2013)
Основная статья: Far Cry 3: Blood Dragon
Far Cry 3: Blood Dragon — самостоятельное дополнение для Far Cry 3, события которого происходят в альтернативном 2007 году.

### Far Cry 4(2014)
Основная статья: Far Cry 4
В Гималаях находится регион Кират. Когда-то здесь бушевала революция, лидерами которой были Мохан Гейл и Пэйган Мин. Вскоре после победы революции недавние союзники стали врагами. Между ними развернулась борьба за власть и за сердце одной женщины, Ишвари. Власть в итоге взял Мин, став новым диктатором, а Ишвари полюбила Мохана. Вскоре Мохан погиб и Ишвари с маленьким сыном была вынуждена уехать из Кирата в США.
Спустя годы Аджай Гейл, сын Мохана и Ишвари, возвращается в Кират, чтобы выполнить последнюю волю матери и развеять её прах на родине. Однако в Кирате снова неспокойно: организация «Золотой путь» ведёт вооружённую борьбу против Пэйгана Мина и его людей. Кроме того, Мин узнаёт о приезде сына своего давнего соперника и строит собственные планы на его счёт. Теперь Аджаю предстоит остаться в живых посреди хаоса гражданской войны и сыграть свою роль в истории Кирата.

### Far Cry Primal(2016)
Основная статья: Far Cry Primal
События игры разворачиваются около 10 тысяч лет назад в период мезолита в вымышленной стране Урус. Главному герою предстоит возглавить племя «винджа» и уничтожить остальные племена страны.

### Far Cry 5(2018)
Основная статья: Far Cry 5
Действия событий игры разворачиваются в США в вымышленном округе Хоуп, штат Монтана, где заместитель шерифа (впервые полностью настраиваемый игроком персонаж) борется против культа судного дня под названием «Врата Эдема».

### Far Cry New Dawn(2019)
Основная статья: Far Cry New Dawn
Действия событий игры развернётся в округе Хоуп, где также разворачивались события Far Cry 5. Однако в Far Cry New Dawn игрок окажется в знакомом месте спустя 17 лет после глобальной ядерной катастрофы.
Главными антагонистами части выступают Близнецы (Микки и Лу) — две сестры, возглавляющие банду безжалостных рейдеров «Хайвеймен»

### Far Cry 6(2021)
Основная статья: Far Cry 6
Действие игры происходит в латиноамериканском островном государстве Яра, и повествует о противостоянии главной героини (или героя) Дани Рохас(-а) из местного сопротивления и жестокого диктатора Антона Кастильо.

## Состав разработчиков
| Год  | Игра      | Руководители                  | Продюсер(ы)                           | Геймдизайнер(ы)                            | Сценарист(ы)                                                               | Композитор(ы)  |
| ---- | --------- | ----------------------------- | ------------------------------------- | ------------------------------------------ | -------------------------------------------------------------------------- | -------------- |
| 2004 | Far Cry   | Джеват Йерли                  | Крис Нацууме, Джек Мамайс, Ричард Цао | Джеват Йерли                               | Алексис Нолент                                                             | Томас Бэртчи   |
| 2008 | Far Cry 2 | Клинт Хокинг                  | Бертран Элиас, Луи-Пьер Фаран         | Пьер Ривест                                | Арман Константин,Клинт Хокинг, Кевин Шорт, Патрик Реддинг, Сьюзан О’Коннор | Марк Кэнэм     |
| 2012 | Far Cry 3 | Патрик Плурд, Патрик Мете     | Дэн Хэй                               | Кевин Гиллеметт, Джейми Кин, Андреа Занини | Джеффри Йохалем, Люсьен Соулбан                                            | Брайан Тайлер  |
| 2014 | Far Cry 4 | Алекс Хатчинсон, Патрик Мете  | Седрик Десель                         | Алекс Хатчинсон, Патрик Мете               | Марк Томпсон, Ли Куо, Люсьен Соулбан                                       | Клифф Мартинес |
| 2018 | Far Cry 5 | Дэн Хэй, Патрик Мете          | Дэррил Лонг                           | Дэн Хэй, Патрик Мете                       | Дрю Холмс, Дэн Хэй, Жан-Себастьян Декан                                    | Дэн Ромер      |
| 2021 | Far Cry 6 | Омар Буали, Александр Летендр | Рима Брек                             | Тед Тимминс                                | Навид Хавари                                                               | Педро Бромфман |

## Переиздания
| Игра                        | GameRankings               | Metacritic                 |
| --------------------------- | -------------------------- | -------------------------- |
| Far Cry                     | (PC) 89 (PS3) 45 (X360) 50 | (PC) 89 (X360) 58          |
| Far Cry Instincts           | (Xbox) 86                  | (Xbox) 85                  |
| Far Cry Instincts Evolution | (Xbox) 76                  | (Xbox) 78                  |
| Far Cry Instincts Predator  | (X360) 77                  | (X360) 78                  |
| Far Cry Vengeance           | (Wii) 37                   | (Wii) 38                   |
| Far Cry 2                   | (PC) 84 (PS3) 84 (X360) 84 | (PC) 85 (PS3) 85 (X360) 85 |
| Far Cry 3                   | (PC) 88 (PS3) 89 (X360) 89 | (PC) 88 (PS3) 90 (X360) 91 |
| Far Cry 3: Blood Dragon     | (PC) 84 (PS3) 83 (X360) 82 | (PC) 81 (PS3) 82 (X360) 80 |
| Far Cry 4                   | (PC) 81 (PS4) 84 (XONE) 86 | (PC) 80 (PS4) 85 (XONE) 82 |
| Far Cry Primal              | (PC) 72 (PS4) 77 (XONE) 79 | (PC) 74 (PS4) 76 (XONE) 77 |
| Far Cry 5                   | (PC) 85 (PS4) 83 (XONE) 88 | (PC) 81 (PS4) 81 (XONE) 89 |

### Far Cry The Wild Expedition
9 января 2014 года в честь празднования десятилетия существования франшизы Far Cry, компания Ubisoft анонсировала для Европы сборник Far Cry The Wild Expedition. В его состав войдут Far Cry Classic, Far Cry 2, Far Cry 3 и Far Cry 3: Blood Dragon. Релиз сборника состоится 14 февраля на PC, PS3 и Xbox 360.

### Far Cry Compilation
Для жителей США компания Ubisoft представила издание Far Cry Compilation, доступное только на PlayStation 3 и состоящее из Far Cry 2, Far Cry 3 и Far Cry 3: Blood Dragon.

### Far Cry Classic
Far Cry Classic — это новая консольная версия первой части, которая, помимо сборника Far Cry The Wild Expedition, будет распространяться отдельно. В HD издание будет добавлена реалистичная флора, динамическая смена дня и ночи, а также возможность покататься на подводном и воздушном транспорте. Far Cry Classic вышла 12 февраля 2014 года для консолей Xbox 360 и PlayStation 3.

### Far Cry 3 Classic Edition
Far Cry 3 Classic Edition — переиздание 3 номерной части франшизы для консолей PlayStation 4 и Xbox One. Владельцы сезонного пропуска Far Cry 5 получат данное переиздание бесплатно, владельцы сезонного пропуска ПК-версии получат оригинальную версию.

## Экранизации
- Фильм, основанный на игре, был снят Уве Боллом и выпущен в 2008 году.
- Также в 2012 году по мотивам Far Cry 3 выпустили комедийный сериал из 12 серий «Far Cry Experience». Главную роль в нём сыграл Кристофер Минтц-Пласс.
- Также для Far Cry 5 в 2018 году вышел 30-минутный фильм-приквел — Far Cry 5: Inside Eden’s Gate[59].

### Комментарии
1. ↑  От английского идиоматического выражения far cry, означающего «большое расстояние» или «большая разница». Слово Cry также входит в название компании-разработчика CryTek и других её продуктов — движка CryEngine и игр серии Crysis.